# Arne Yven
Arne Yven (18 luglio 1904 – 7 settembre 1970) è stato un calciatore norvegese, di ruolo attaccante.

## Carriera

### Club
Yven vestì la maglia del Sarpsborg. In squadra, vinse la Coppa di Norvegia 1929.

### Nazionale
Conta una presenza per la Norvegia. Il 3 settembre 1933, infatti, fu titolare nella vittoria per 1-5 sulla Finlandia.

## Palmarès

### Club

#### Competizioni nazionali
- Coppa di Norvegia: 1

Sarpsborg: 1929